# 贾琮 (汉朝)
贾琮（？—189年後），字孟坚，东郡聊城县（山东省聊城市北）人，东汉政治人物。

## 生平
贾琮举孝廉，担任京(今河南省滎陽市)令，很有政績。中平元年（184年），担任交阯刺史，交趾多明珠、翠羽、异香诸珍宝，前任刺史多索贿求宝，向百姓敛财，致使屯兵反叛。他到交趾，招抚流民，蠲免徭役，选择贤良治理诸县，百姓安康。当时，百姓歌唱“贾父来晚，使我先反，今见清平，吏不敢犯”。在黄巾之乱的时代，交趾的太平为十三州之首。后任议郎，黃巾之亂後，任冀州刺史，以往刺史上任，馬車都會裝帷幕，賈琮看到後說：「刺史的工作就是要探訪民情，怎麼可以用簾幕來掩塞視聽呢？」話一傳出，贪赃枉法者，都解印而去。漢靈帝駕崩後，大将军何进推荐他为度辽将军。贾琮在任上去世。

## 延伸阅读
[在维基数据编辑]
 《後漢書·卷31》，出自范晔《後漢書》
 《大越史記全書·外紀卷之三》，出自吳士連《大越史記全書》